# Samuel Blackall
Samuel Wensley Blackall (1er mai 1809 - 2 janvier 1871) est un militaire et homme politique irlandais, qui est le deuxième gouverneur du Queensland entre 1868 et sa mort en 1871.

## Biographie
Il est né à Dublin, en Irlande, dans une riche famille irlandaise. Il fait ses études au Trinity College de Dublin jusqu'à l'âge de 15 ans sans obtenir de diplôme. En 1827, il rejoint le 85e régiment d'infanterie, à titre d'enseigne et est nommé lieutenant en 1832. Il démissionne de l'armée en 1833 après cinq années de service et rejoint la Royal Longford milice, en tant que major. 
Il s'engage dans la vie publique irlandaise en 1833, devenant shérif du comté de Longford, et plusieurs années plus tard, en 1861, shérif du comté de Tyrone. Entretemps, il siège quatre ans comme député à la Chambre des communes britannique pour la circonscription de Longford. 
De 1851 à 1857, il travaille pour le service colonial en tant que lieutenant-gouverneur de la Dominique. Après quelques démêlés avec le ministère des Colonies, il reprend du service comme gouverneur de la Sierra Leone, puis gouverneur en chef des colonies britanniques d'Afrique de l'Ouest en 1865, enfin gouverneur du Queensland en 1868. Son mandat de gouverneur est dominé par une crise constitutionnelle provoquée par un blocage à l'Assemblée législative du Queensland. 
En 1870, sa santé décline rapidement et, peu après avoir choisi l'emplacement de sa tombe, tout en haut du nouveau cimetière de Toowong (en), il meurt en fonction le 2 janvier 1871. 

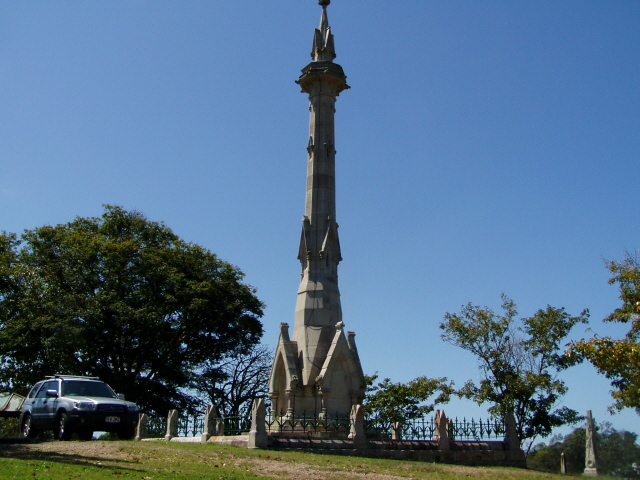
Monument funéraire de Samuel Blackall au.

Dans le Queensland, le village de Blackall porte son nom, comme la chaîne Blackall (en) et Blackall Terrasse à l'est de Brisbane.